# Olav Aukrust

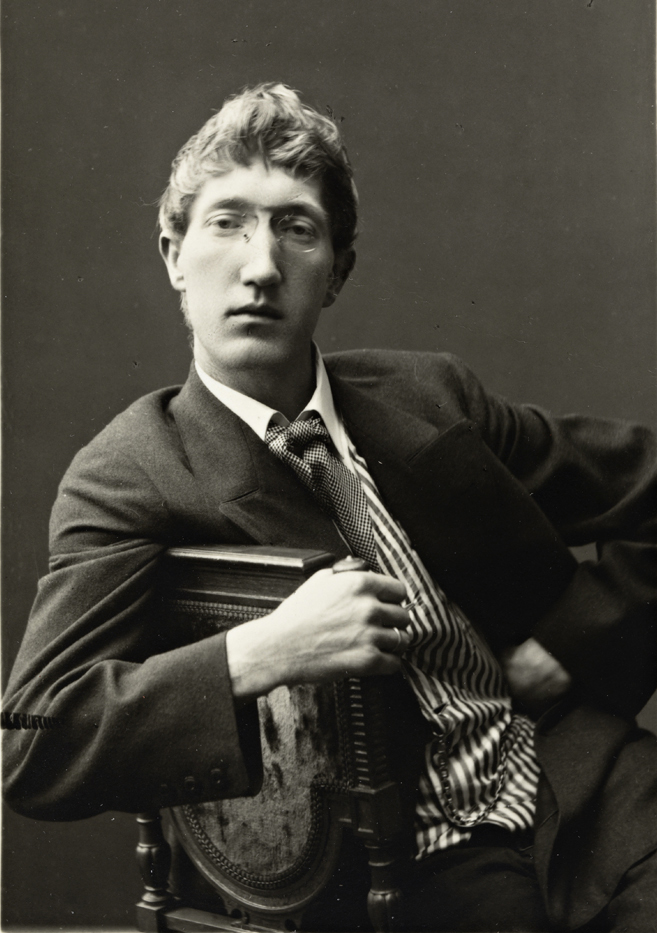
Olav Aukrust

Olav Aukrust (* 21. Januar 1883 in Lom; † 3. November 1929 ebenda) war ein norwegischer Lyriker und Lehrer. Er gilt als ein Wegbereiter des Nynorsk als Literatursprache. Seine Dichtung ist geprägt von Motiven der Volksdichtung, Bildern des norwegischen Bauernlebens und Natursymbolik. Außerdem war er von der Anthroposophie Rudolf Steiners beeinflusst.

## Leben
Aukrust wurde in der im Gudbrandsdalen gelegenen Gemeinde Lom geboren, wo er auf dem Bauernhof seiner Eltern aufwuchs. Erste Gedichte schrieb er bereits in seiner Jugend. Nach der Schule studierte er und wurde 1908 Lehrer. Zunächst unterrichtete er an der Volksschule in Folldal, später an der Volkshochschule Østfold. Schließlich gründete er 1915 selbst eine Schule, die Volkshochschule Dovre. Aukrust widmete sich jedoch immer mehr seiner Dichtung, weshalb die Schule bald wieder geschlossen wurde. 1929 starb Aukrust an einem Gehirnschlag. Kritiker zählten ihn zu den größten Lyrikern Norwegens, außerhalb seines Heimatlandes erlangte er jedoch keine große Bekanntheit.

## Werke
- Himmelvarden (Himmelswegweiser; Gedichtzyklus, 1916).
- Hamar i hellom (Fels in Steinen; Prosalyrik, 1926).
- Solrenning (Sonnenaufgang; Fragment, 1930)
- Norske terningar (Norwegische Würfel; Gedichte, 1931).